# 蓋瓦什
蓋瓦什是土耳其的城鎮，由凡城省負責管轄，位於該國東南部凡湖南岸，距離首府凡城40公里，面積727平方公里，海拔高度1,750米，2011年人口10,366。
38°18′N 43°06′E / 38.300°N 43.100°E